# 华南桂樱
华南桂樱是蔷薇科李属的植物，为中国的特有植物。分布于中国大陆的广西、广东等地，生长于海拔600米至1,400米的地区，多生于山坡、山麓及河岸旁林中。